# Свињотаур
Свињотаур је први студијски албум групе Феуд. Наслов албума долази од тога што је, према Ђорђу Радивојевићу Рамирезу, митско биће Минотаур, које психоанализа интерпретира као примордијални аспект људске природе, је у савременој цивилизацији попримило обличје свиње, поставши “Свињотаур”, извучен из лавиринта и смјештен у модерни Феуд, на коме је охрабрен да не превазилази стадијум животиње-сваштоједа. Албум је промовисан спотовима са јаком и бескомпромисном поруком за пјесме „Милион миља“, „Власт“ и „Телевизија“. Милион миља и Власт су добиле награду за спот године у емисији “Грување” двије године за редом. На Мегафон ТВ су добили награду за спот године за пјесму „Телевизија“.

## Списак пјесама
1. Милион миља - 4:04
2. Власт - 3:41
3. Стока - 2:34
4. Телевизија - 3:26
5. Тајкун - 3:51
6. Доста је - 4:26
7. Рикошет - 3:57
8. Како даље - 3:39
9. Jack - 3:41
10. Нерон - 3:47